# 吻棘鳚杜父魚
吻棘鳚杜父魚，為輻鰭魚綱鮋形目杜父魚亞目杜父魚科的其中一種。分布於西北太平洋區的日本海域，屬底棲性魚類，背鰭硬棘9枚；背鰭軟條16枚；臀鰭軟條13枚，體長可達5.7公分。

## 扩展阅读
維基物種上的相關：吻棘鳚杜父魚